# Sportul în Danemarca
Danemarca este o țară în care fotbalul este cel mai popular sport, alte sporturi populare fiind handbalul și hocheiul. 